# Horsan (naturreservat)
Horsan är ett naturreservat i Fleringe socken i Region Gotland på Gotland.
Området är naturskyddat sedan 2007 och är 89 hektar stort. Reservatet består av sjön Horsan med omgivande gammal barrskog och våtmarker.

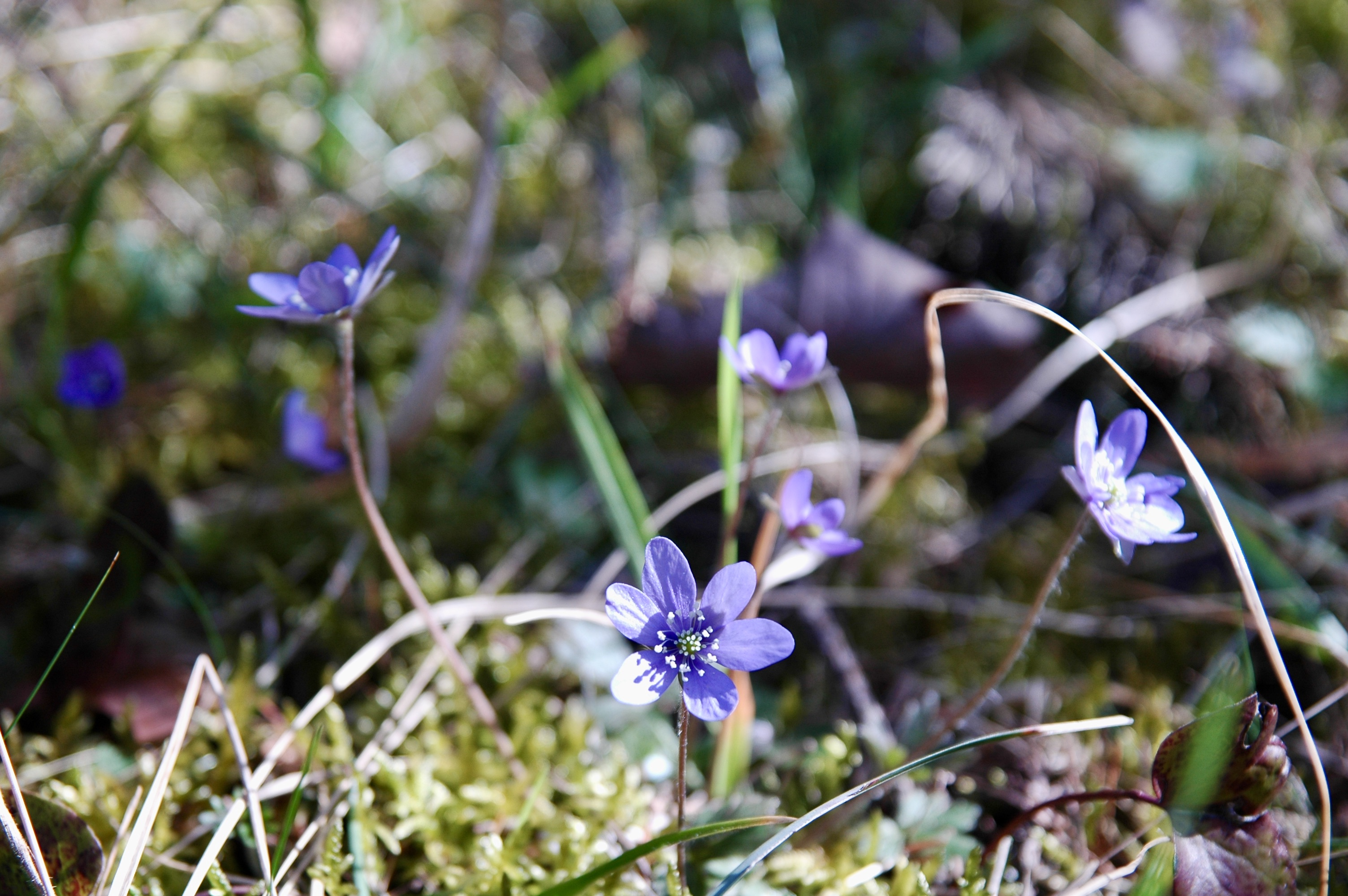
Blåsippor